# Shalom alejem (saludo)
En ambos casos el saludo se expresa siempre en plural, ya vaya dirigido a un grupo o a un individuo aislado.
Shalom significa "paz" y "realización", tanto mental como física. La fuente de inspiración del saludo es Génesis 43:23, donde la expresión shalom lajem (שָׁלֹום לָכֶם) puede ser comprendida como "paz a vosotros" o incluso "la paz sea con vosotros."
En los países árabes y por los musulmanes se utiliza como saludo una expresión árabe semejante: as-salām alaykum (السلام عليكم).